# Rantepao
Rantepao est une ville du kabupaten de Tana Toraja, "le pays des Toraja", dans la province de Sulawesi du Sud dans l'île de Sulawesi en Indonésie. C'est le centre touristique du pays toraja.
L'accès le plus simple pour Rantepao se fait depuis Makassar, capitale de la province, dont l'aéroport est la plaque tournante aérienne de l'Indonésie orientale. On gagne alors Rantepao :
- Soit par la route, le trajet prenant entre 8 et 10 heures, selon les arrêts en route,
- Soit en avion, mais la liaison n'est pas assurée de façon permanente.
- Le 18 mars 2021, le président Joko Widodo a officiellement inauguré l'aéroport nommé Toraja airport (code IATA : TRT, code ICAO : WAFB) qui a remplacé celui de Pongtiku en raison d'une demande croissante du trafic. Les premières rotations avaient commencé en septembre 2020. L'aéroport peut recevoir un trafic de 45.000 passagers par an. Pour atteindre l'agglomération de Rantepao, en passant par Makalé, il faut compter une bonne heure de trajet par une route assez sinueuse (environ 37 kilomètres).

La ville est notamment renommée pour son marché aux buffles (piliers des rites funéraires) qui se déroule de manière hebdomadaire. Certains jours, des milliers de buffles emplissent le Pasar Bolu situé au sud de la rue Tonga.